# Жахлива симетрія (Цілком таємно)

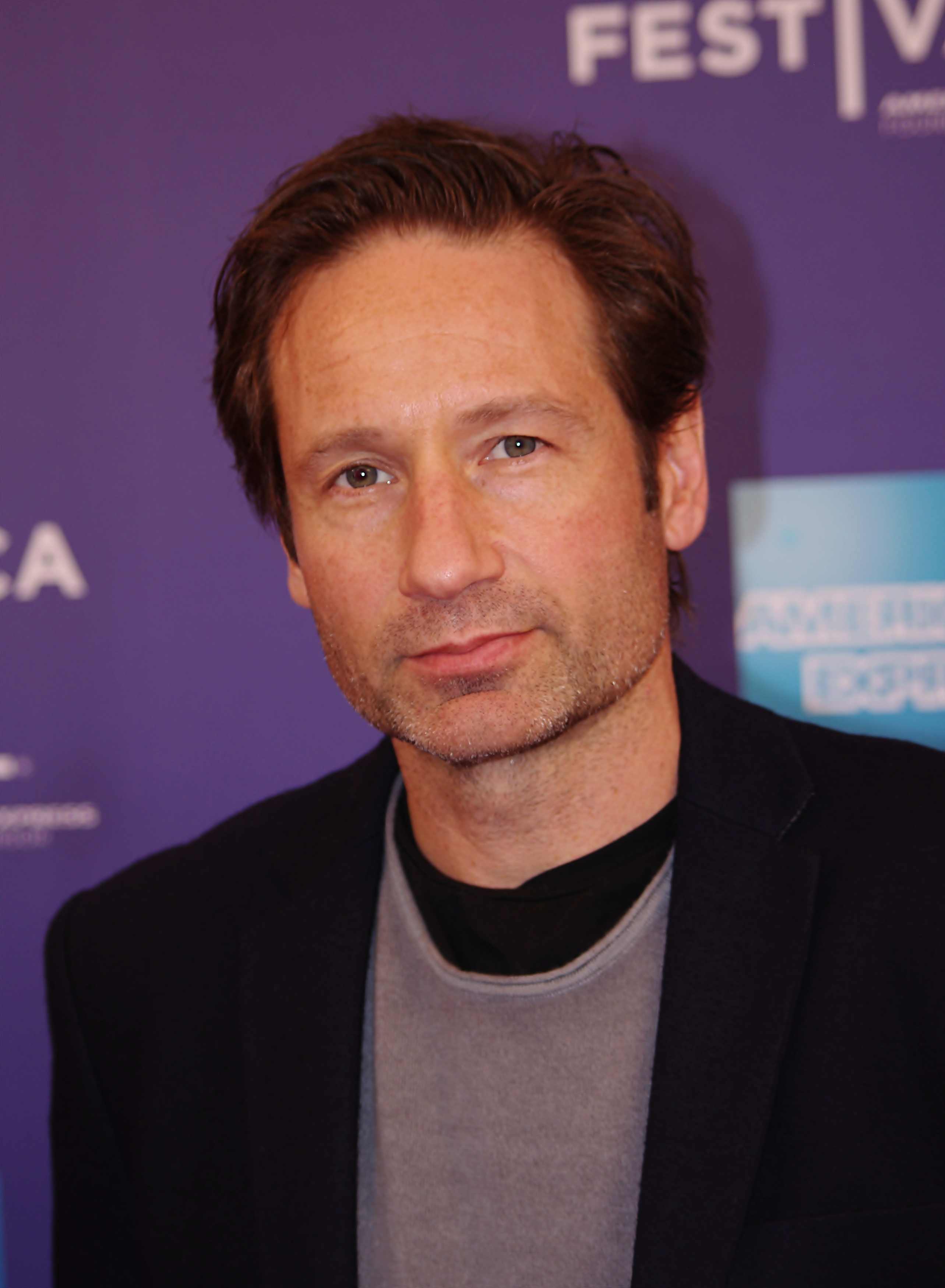

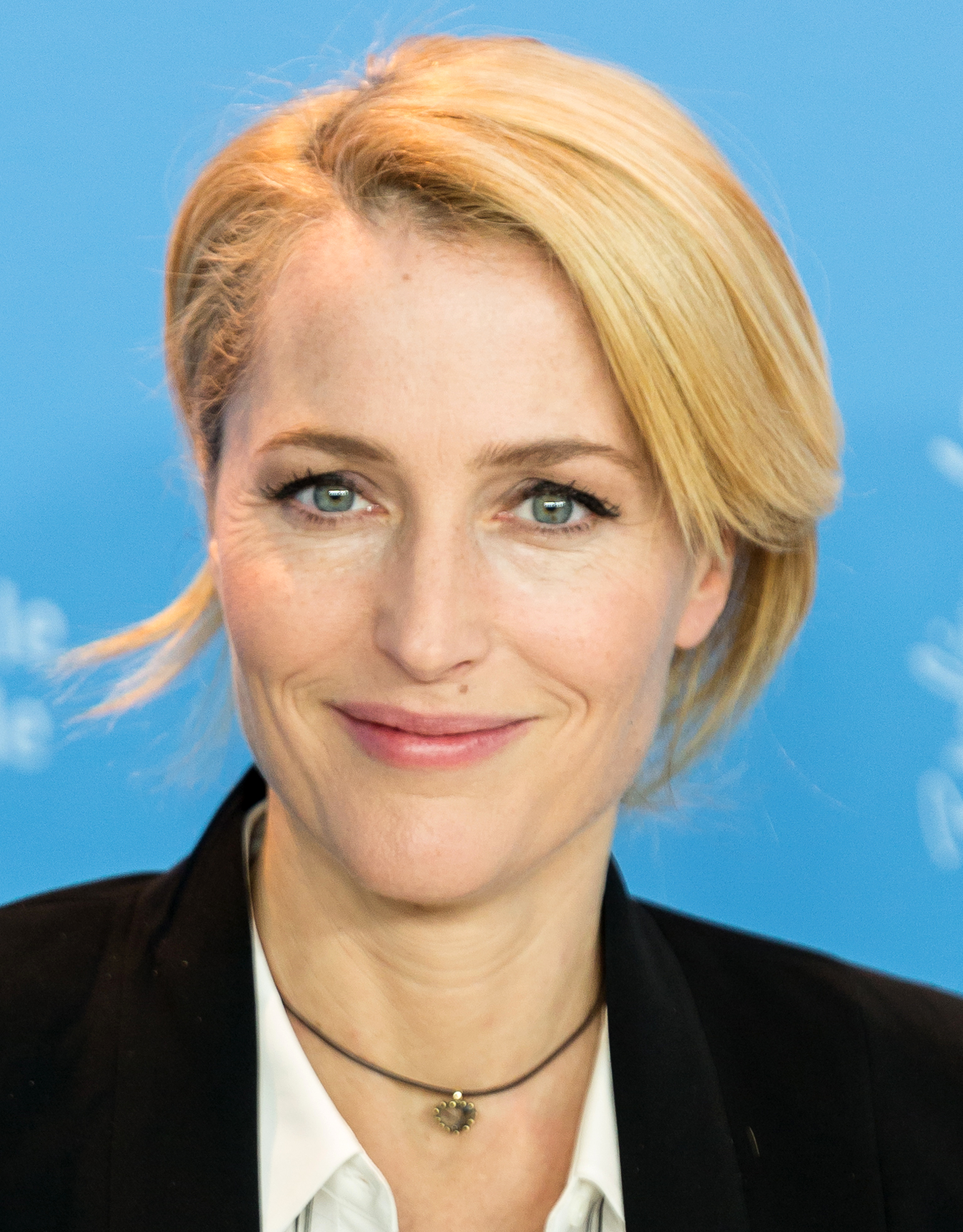

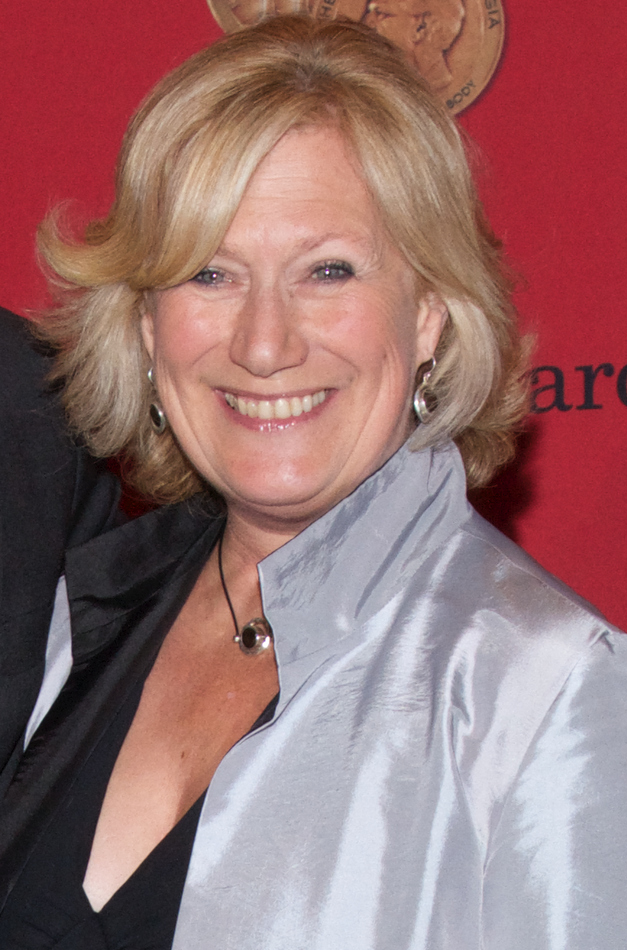

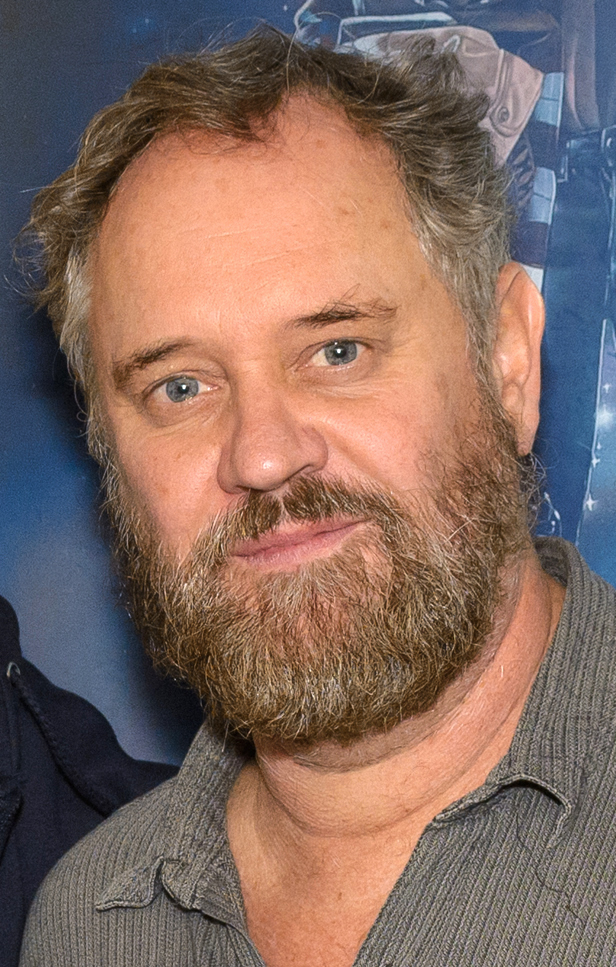

Жахлива симетрія (англ. Fearful Symmetry) — вісімнадцята частина другого сезону серіалу «Цілком таємно» («Секретні матеріали»).

## Зміст
У Фейрфілді (штат Айдахо) два прибиральники стають свідками того, як невидима сила штурмує вулицю міста — розбивається скло, сплющуються автомобілі. Згодом робітника дороги вбивають невідомі сили на шосе — але чути крик слона. Наступного дня слон раптом матеріалізується перед зустрічною великою буровою установкою — її перевозять на автомобілі. Водій встигає швидко зупинитися, але слона знаходять помираючим на дорозі, за сорок кілометрів від того місця, де він зник у ніч перед зоопарком Fairfield.
Фокс Малдер і Дейна Скаллі обстежують пошкодження в місті, які, здається, були викликані слоном, хоча ніхто не бачив його. Ед Мічем, працівник зоопарку, розповідає, як він прийшов до заблокованої клітки слонихи Ганіші, та знайшов її порожньою. Малдеру такі події видаються схожими на фокуси Девіда Коперфілда. Його начальниця, Вілла Емброз, розповідає агентам, що зоопарк знаходиться під загрозою закриття через інші зникнення тварин. Вона звинувачує у занепаді зоопарку групу захисту прав тварин (Товариство захисту диких тварин), яка звільняє тварин з полону. Лідер групи Кайл Ланг заперечує будь-яку причетність до звільнення слона та показує відеозйомки негуманного поводження Мічема зі слонихою. Ланг каже їм, що на Амброуз подав до суду уряд Малаві — вона 10 років тому вивезла із країни горилу Софі. Однак Дейна підозрює Товариство в можливому спричнні інцидентам.
Малдер контактує з Фрогікі і Байєрсом, які говорять, що Ферфілд відомий своїми зникненнями тварин і спостереженням НЛО. Вони також згадують горилу, яка спілкується за допомогою американської жестової мови. Тим часом Скаллі слідує за одним з активістів Ланга, коли він пробирається до зоопарку, та наштовхується на Мічема. Малдер також добирається до зоопарку. Активіст намагається звільнити тигра, але після спалаху світла тигр, здається, зникає. Активіст забитий до смерті невидимим тигром, вбивство було зафіксовано на камері нічного бачення. Під час допиту Ленг відкидає будь-яку відповідальність за смерть. Емброз на їх прохання вводить агентів до горили Софі, яка злякана сидить в її клітці і проявляє страх до світла. Окрім того Софі малює — всі малюнки про її бажання мати дитину.
Скаллі виконує розтин слонихи виявляючи, що вона була вагітна — що неможливо, оскільки тварина ніколи не була спарена. Несподівано на будмайданчику в Бойсі з'являється тигриця, два робітники опинилися в пастці, вона застрелена Міччемом під час нападу на Віллу Емброз; зоопарк закритий наступного дня після інциденту. Малдер розповідає Емброз, що тигриця теж була вагітна, і розказує свою теорію — буцімто інопланетяни запліднюють зникаючих тварин забирають ембріони, та формують власний «Ноїв ковчег». Малдер вважає, що Софі теж вагітна та переживає, що її дитина буде викрадена. Софі підтверджує підозри Малдера, коли вона робить знаки «дитину забере летюче світло».
Заступник шерифа має намір забрати Софі для відправлення назад в Малаві; Емброз безуспішно шукає допомогу у Ланга (як згодом з'ясовується — її колишнього хлопця), але він радить, щоб Софі повернулася в дику природу. Ланг пізніше відвідує Емброз на складі, де Софі готується до відплиття на судні, але знаходить її клітку порожньою. Якась невидима сила збиває Карла Ленга з ніг; потім він гине від ящика що впав на голову. Скаллі підозрює Ембруз в його вбивстві, але Вілла стверджує, що це скоїв Мічем. Малдер йде заарештувати Мічема, який тримає роздратовану Софі на іншому місці неподалік від Бойса. Мічем під час напащу горили несподівано замикає Малдера в кімнаті Софі, де розлючена тварина атакує і травмує його.
Софі встигає зробити повідомлення мовою жестів але з'являється яскраве світло і напівпритомний Малдер бачить зникнення Софі у світлі. На наступний день Малдер передає послання Софі Емброз, Вілла каже, що це означає «людина рятує людину». Потім Емброз і агенти викликані на шосе, де Софі була збита машиною і зазнала смертельного поранення.
Емброз і Мічема звинувчено у вбивстві Ленга. Коли агенти покидають Айдахо, Малдер говорить за кадром, що — як він вважає — чужі природоохоронні організації стояли за подіями у Фейрфілді.
Чи допоможе людина людині? Людина не має жодної переваги над твариною, бо все — марнота́.

## Знімались
| Актор             | Роль                    |
| ----------------- | ----------------------- |
| Девід Духовни     | Курець                  |
| Джилліан Андерсон | Дейна Скаллі            |
| Джейн Аткінсон    | Вілла Амброуз           |
| Ленс Квест        | Кайл Ланг               |
| Брюс Гарвуд       | Джон Фіцджеральд Байєрс |
| Том Брейдвуд      | Мелвін Фрогікі          |
| Гарвін Кросс      | Червоний малюк          |